# Teoría política feminista

Símbolo del feminismo.

La teoría política feminista es un área de la filosofía que se centra en comprender y criticar la forma en que generalmente se construye la filosofía política y en articular cómo la teoría política podría reconstruirse de una manera que avance las preocupaciones feministas. La teoría política feminista combina aspectos tanto de la teoría feminista como de la teoría política para adoptar un enfoque feminista a las cuestiones tradicionales dentro de la filosofía política.
Los tres objetivos principales de la teoría política feminista:
1. Entender y criticar el papel del género en la teoría política y cómo se interpreta;
2. Reformular la teoría política a través de la normativa de género (especialmente igualdad de género); y
3. Apoyar la ciencia política en pro de la igualdad de género.

## Información general
La filosofía política feminista es un área de la filosofía que se enfoca en comprender y criticar la forma en que generalmente se construye la filosofía política y en articular cómo la teoría política podría reconstruirse de una manera que avance las preocupaciones feministas. La teoría política feminista combina aspectos tanto de la teoría feminista como de la teoría política para adoptar un enfoque feminista a las cuestiones tradicionales dentro de la filosofía política.
La teoría política feminista no trata sólo de mujeres o género. No existen condiciones estrictas necesarias y suficientes para ser "feminista", debido tanto a la naturaleza de las categorías como a los innumerables desarrollos, orientaciones y enfoques dentro del feminismo.  Aunque comprender y analizar los efectos políticos de los contextos de género es un campo importante de la teoría política feminista, la teoría feminista, y por tanto la teoría política feminista, trata de algo más que el género. Las teóricas políticas feministas se encuentran en toda la academia, en departamentos de ciencias políticas, historia, estudios de la mujer, sociología, geografía, antropología, religión y filosofía.
La teoría política feminista abarca una amplia gama de enfoques. Se superpone con áreas relacionadas que incluyen la jurisprudencia feminista / teoría jurídica feminista; filosofía política feminista; feminismo ecológico; investigación empírica en ciencias políticas centrada en las mujeres; y métodos de investigación feministas (método feminista) para su uso en ciencias políticas y ciencias sociales. Los especialistas señalan que, al igual que en la mayoría de teorías feministas, esta "demuestra la forma en que la política, entendida como las relaciones de poder, está presente en nuestra vida cotidiana," por lo que uno podríamos "describir la teoría feminista en su conjunto como una especie de filosofía política". Lo que con frecuencia distingue a la teoría política feminista del feminismo en términos generales, es el examen específico del estado y su papel en la reproducción o la corrección de la desigualdad de género.
Lo que frecuentemente distingue a la teoría política feminista del feminismo en general es el examen específico del Estado y su papel en la reproducción o reparación de la desigualdad de género. Además de ser amplio y multidisciplinario, el campo es relativamente nuevo y se encuentra todavía en expansión; la Stanford Encyclopedia of Philosophy explica que "la filosofía política feminista sirve como un campo para el desarrollo de nuevos ideales, prácticas y justificaciones de cómo las instituciones y prácticas políticas deben organizarse y ser reconstruidas".

## Historia
Para comprender mejor la historia feminista más en términos generales, véase feminismo.
La teoría política feminista como término se consolidó a través de los movimientos de mujeres de liberación de los años 60s y 70s. Anteriormente, muy pocas obras de teoría política consideran explícitamente situación política de las mujeres. El petición de sufragio por parte de John Stuart Mill fue una excepción. A principio del siglo XX, Simone de Beauvoir en su obra El segundo sexo expuso la dinámica de poder que rodean la condición de mujer y sentó las bases de las teorías feministas posteriores exponiendo la sujeción social de las mujeres. En los años 1980 y 1990, la teoría feminista se expandió en el ámbito legal gracias a Catharine MacKinnon y Andrea Dworkin y su trabajo en contra de la pornografía.

### Feminismo radical
El feminismo radical sostiene que en el centro de la opresión de las mujeres se encuentra la dominante dominación masculina, que está integrada en la arquitectura conceptual y social de las sociedades patriarcales modernas. Los hombres dominan a las mujeres no sólo mediante la violencia y la exclusión sino también mediante el lenguaje. Así surgió la famosa frase de Catharine MacKinnon: “El hombre se folla a la mujer; sujeto verbo objeto." Las feministas radicales sostienen que, debido al patriarcado, las mujeres han llegado a ser vistas como "otras" de la norma masculina y, como tales, han sido sistemáticamente oprimidas y marginadas.
El feminismo radical temprano se basó en el rechazo de la familia nuclear y la feminidad construida dentro de la heterosexualidad. Las formas más fuertes de feminismo radical sostienen que no puede haber reforma, sino sólo recreación de las nociones de familia, asociación y crianza de los hijos, y que para hacerlo de una manera que preserve la dignidad de las mujeres se requiere la creación de organizaciones exclusivamente femeninas. espacios.

### Feminismo liberal
El feminismo liberal sostiene que los objetivos centrales de la teoría liberal: la libertad, la igualdad, los derechos humanos universales y la justicia son también los objetivos propios de la teoría feminista. Su objetivo principal es lograr la igualdad de género a través de reformas políticas y legales dentro del marco de la democracia liberal. El feminismo liberal marca una aproximación importante a la política feminista qué era especialmente dominante durante la primera mitad del siglo XX. Aun así, algunos de los ejemplos más conocidos de la literatura feminista liberal se publicaron mucho antes, como la obra Vindicación de los derechos de la mujer (1792) de Mary Wollstonecraft o la obra La esclavitud de las mujeres (1869) de John Stuart Mill.
Las feministas liberales utilizan figuras y conceptos de la tradición liberal para desarrollar instituciones y análisis políticos feministas. Sugieren que la emancipación de las mujeres requiere que sean tratadas y reconocidas como agentes humanos iguales y portadores de derechos. Un tema común del feminismo liberal es el énfasis en la igualdad de oportunidades a través de oportunidades justas y derechos políticos iguales.
Una cuestión imperante del feminismo liberal es el énfasis a la necesidad de alcanzar la igualdad de oportunidades a través de la justicia y los derechos políticos. Además, según La Enciclopedia Internacional de Ética: "El feminismo liberal tanto el pasado como el presente conserva cierto compromiso con la distinción entre los ámbitos público y privado - una distinción [ que es el ] objeto de mucha crítica dentro la teoría política feminista".

### Feminismo marxista y socialista
El feminismo marxista es una variante filosófica del feminismo que incorpora y amplía la teoría marxista. Reconoce que las mujeres están oprimidas y atribuye la opresión al capitalismo y a la propiedad individual de la propiedad privada. Por lo tanto, insisten en que la única manera de poner fin a la opresión de las mujeres y lograr su liberación es derrocar el sistema capitalista en el que, según sostienen, gran parte del trabajo de las mujeres no está remunerado.
El feminismo socialista es el resultado del encuentro del marxismo con el feminismo radical. Las feministas socialistas consideran cómo el sexismo y la división sexual del trabajo de cada era histórica están determinados por el sistema económico de la época, expresado en gran medida a través de relaciones capitalistas y patriarcales. Creen que la liberación de la mujer debe buscarse junto con la justicia social y económica de todas las personas y ven la lucha para poner fin a la supremacía masculina como clave para la justicia social.

### Feminismo ecológico
El feminismo ecológico es la rama del feminismo que examina las conexiones entre las mujeres y la naturaleza. Se pueden establecer conexiones entre medio ambiente y género observando la división sexual del trabajo y los roles ambientales en lugar de una conexión inherente con la naturaleza. La división del trabajo por género requiere un papel más protector y cuidado para las mujeres, por lo tanto, cuidar la naturaleza las acerca más al medio ambiente.
En la década de 1970, los impactos del desarrollo tecnológico posterior a la Segunda Guerra Mundial llevaron a muchas mujeres a organizarse contra problemas que iban desde la contaminación tóxica de los vecindarios hasta las pruebas de armas nucleares en tierras indígenas. Este activismo de base que surgió en todos los continentes fue a la vez interseccional y transcultural en su lucha por proteger las condiciones para la reproducción de la vida en la Tierra.

### Feminismo posmoderno / postestructuralista
El feminismo posmoderno rechaza los dualismos de los veinte años anteriores de teoría feminista: hombre/mujer, razón/emoción, diferencia/igualdad. Desafía la noción misma de categorías estables de sexo, género, raza o sexualidad.  Las feministas posmodernistas están de acuerdo con otras en que el género es la identidad más importante; sin embargo, lo que hace diferentes a las feministas posmodernas es que están interesadas en cómo las personas 'eligen y mezclan' sus identidades. También están interesadas en el tema de la masculinidad y, en cambio, rechazan los aspectos estereotipados del feminismo, abrazándolo como un aspecto positivo de la identidad. Uno de sus objetivos clave es desactivar las normas patriarcales que han llevado a la desigualdad de género.

## Temas de Investigación

### Epistemología feminista
La expulsión de las mujeres en la ciencia tiene un doble resultado: impedir nuestra participación en las comunidades epistémicas que construyen y legitiman el conocimiento, y expulsar las cualidades consideradas "femeninas" de tal construcción y legitimación, e incluso considerarlas como obstáculos. Un aspecto clave de la teoría política feminista es epistemología feminista que cuestiona la objetividad de las ciencias sociales y filosóficas por establecer que los estándares de autoridad y credibilidad son socialmente construidos, reafianzando el statu quo político y social. Por lo tanto, una solución metodológica feminista es incluir diversas voces que reflejan todos los sectores de la sociedad en el proceso de construcción de conocimiento.

### Instituciones políticas con perspectiva de género
La perspectiva de género se refiere a la metodología y los mecanismos que permiten identificar, cuestionar y valorar la discriminación, desigualdad y exclusión de las mujeres, que se pretende justificar con base en las diferencias biológicas entre mujeres y hombres. Las instituciones políticas con perspectiva de género refieren a preguntas tales como ¿qué significa que una institución tenga perspectiva de género?  ¿cómo se puede evaluar si una institución tiene perspectiva de género?, ¿cuáles son las consecuencias de estas instituciones para las personas que trabajan dentro de ellas (de todos los géneros )?. Un ejemplo estas cuestiones es la obra de Eileen McDonagh The Motherless State.
Se ha considerado que el término de género no solo es una cuestión biológica, sino que también es una construcción social que durante el paso del tiempo se va reforzando, Judith Butler argumenta que el género no es simplemente algo que se tiene, sino algo que se hace repetidamente a través de las acciones y prácticas cotidianas.

### Política de identidad / identidad de grupo
Los teóricos de esta corriente de la teoría política determinan que la teoría feminista cuestiona la construcción de las mujeres como un grupo de identidad. Concretamente se preguntan si es correcto poder relacionar un grupo de mujeres de manera directa con la política. El debate implica interseccionalidad y se cuestionan si las mujeres de distintas razas y culturas son suficientemente similares para formar un grupo político. Otra de las cuestiones que se preguntan, es si por ejemplo, mujeres transexuales deben ser incluidas directamente en el grupo de "mujeres" en tanto que no experimentan como tales durante la infancia o su adultez.

### Género y liderazgo políticos
Esta corriente teórica establece que mujeres dirigen de manera diferente como legisladoras, ejecutivas, y jueces. Algunos teóricos de este campo establecen que el liderazgo político está "masculinizado" para excluir de antemano el liderazgo que las mujeres pueden proveer en la esfera pública. 
Además la  teoría política feminista examina la participación política de las mujeres y aboga por una mayor representación de las mujeres en todos los niveles de gobierno. También cuestiona las estructuras políticas tradicionales y busca transformarlas para abordar las desigualdades de género. 

### Violencia de género
La teoría política feminista se ocupa de la violencia de género, incluyendo la violencia doméstica, la agresión sexual y otras formas de violencia que afectan desproporcionadamente a las mujeres. Busca abordar las raíces estructurales de esta violencia y promover cambios legislativos y culturales para prevenirla.

## Revistas relacionadas
- Politics & Gender
- Signs: Journal of Women in Culture and Society
- Feminist Theory | SAGE Publications Inc
- International Feminist Journal of Politics